# Nothocercus
Genre
Nothocercusest un genre d'oiseaux comprenant trois espèces vivant en Amérique centrale et du Sud.

## Liste des espèces
Selon la classification de référence du Congrès ornithologique international (version 15.1, 2025) :
- Nothocercus bonapartei (Gray, GR, 1867) — Tinamou de Bonaparte ;
- Nothocercus julius (Bonaparte, 1854) — Tinamou à tête rousse ;
- Nothocercus nigrocapillus (Gray, GR, 1867) — Tinamou à capuchon.